# Calophyllum pulcherrimum
Calophyllum pulcherrimum là một loài thực vật có hoa trong họ Calophyllaceae. Loài này được Wall. ex Choisy mô tả khoa học đầu tiên năm 1849.